# 澤田潤一
澤田 潤一（さわだ じゅんいち、1970年2月 - ）は、日本の生物工学者（分子細胞生物学・ケミカルバイオロジー）。学位は、博士（工学）（東京工業大学・1997年）。静岡県立大学大学院薬学研究院准教授・附属創薬探索センター准教授・薬学部准教授。新字体で沢田 潤一（さわだ じゅんいち）とも表記される。
基礎生物学研究所特別研究員、東京工業大学生命理工学部特別研究員、ダナ・ファーバー癌研究所博士研究員、静岡県立大学大学院薬学研究科助教授、静岡県立大学大学院薬学研究科准教授などを歴任した。

## 来歴

### 生い立ち
1970年生まれ。東京工業大学に入学し、工学部の生体分子工学科にて学ぶ。1992年に東京工業大学を卒業すると、同大学の大学院に進学する。生命理工学研究科のバイオテクノロジー専攻にて学び、1997年に博士課程を修了した。それにともない、博士（工学）の学位を取得した。なお、同大学では半田宏の門下であった。

### 研究者として
大学院修了後、岡崎国立共同研究機構を構成する機関の一つである基礎生物学研究所に採用され、特別研究員として勤務する。また、1997年9月より、母校である東京工業大学にて、ベンチャービジネスラボラトリーの講師を非常勤にて務めた。翌年より東京工業大学に正式に移り、生命理工学部にて日本学術振興会の特別研究員として勤務した。なお、同大学では、恩師である半田宏の研究室に所属した。2000年には、アメリカ合衆国に渡り、ダナ・ファーバー癌研究所にて博士研究員に就任した。2004年、静岡県立大学に転じることになり、大学院の薬学研究科にて助教授に就任した。その後、同研究科にて准教授となった。2012年、薬学研究科が生活健康科学研究科と統合・再編され、新たに2研究院1学府の体制が発足すると、新設された薬学研究院に配属された。薬学研究院では、附置された創薬探索センターにて教鞭を執っている。

## 研究
専門は生物工学であり、分子細胞生物学やケミカルバイオロジーといった分野を担当する。具体的には、細胞周期を調節するメカニズムについて研究している。また、新たな抗癌剤としての細胞周期阻害剤の開発に取り組んでいる。『Molecular and Cellular Biology』、『The EMBO Journal』、『Cancer Science』、『Bioorganic & Medicinal Chemistry Letters』などにも寄稿している。小郷尚久らと執筆した論文「Structure-Guided Design of Novel l-Cysteine Derivatives as Potent KSP Inhibitors」は、アメリカ化学会の発行する『ACS Medicinal Chemistry Letters』に掲載されるとともに、同誌の表紙を飾っている。所属学会としては、日本癌学会、日本分子生物学会、日本ケミカルバイオロジー学会などが挙げられる。

## 略歴
- 1970年 - 誕生。
- 1992年 - 東京工業大学工学部卒業。
- 1997年 - 東京工業大学大学院生命理工学研究科博士課程修了。
- 1997年 - 基礎生物学研究所特別研究員。
- 1997年 - 東京工業大学ベンチャービジネスラボラトリー講師。
- 1998年 - 東京工業大学生命理工学部特別研究員。
- 2000年 - ダナ・ファーバー癌研究所博士研究員。
- 2004年 - 静岡県立大学大学院薬学研究科助教授。
- 2007年 - 静岡県立大学大学院薬学研究科准教授。
- 2012年 - 静岡県立大学大学院薬学研究院准教授。

## 著作
- H. Watanabe, et al., "cDNA cloning of transcription factor E4TF1 subunits with Ets and Notch motifs", Molecular and Cellular Biology, No.13, 1993, pp.1385-1391.
- J. Sawada, et al., "Transcriptional activation through the tetrameric complex formation of E4TF1 subunits", The EMBO Journal, No.13, 1994, pp.1396-1402.
- J. Sawada, et al., "Regional mapping of two subunits of transcription factor E4TF1 to human chromosome", Cancer Science, No.86, 1995, pp.10-12.
- 鈴木文彦ほか稿「DNA/E4TF1複合体形成の速度論的解析」『日本分子生物学会年会プログラム・講演要旨集』19巻、日本分子生物学会、1996年8月1日、602頁。
- 澤智華ほか稿「E4TF1-53の細胞内における転写領域の解析」『日本分子生物学会年会プログラム・講演要旨集』19巻、日本分子生物学会、1996年8月1日、602頁。
- 澤田潤一ほか稿「E4TF1とATF/CREBファミリーの協調的転写促進」『日本分子生物学会年会プログラム・講演要旨集』19巻、日本分子生物学会、1996年8月1日、602頁。
- 曽和義広ほか稿「RB遺伝子の発現を制御する転写因子の同定と活性化機能」『日本分子生物学会年会プログラム・講演要旨集』19巻、日本分子生物学会、1996年8月1日、602頁。
- N. Ogo, et al., "Synthesis and biological evaluation of L-cysteine derivatives as mitotic kinesin Eg5 inhibitors", Bioorganic & Medicinal Chemistry Letters, No.17, 2007, pp.3921-3924.

## 関連人物
- 浅井章良